# Хлебопекарное производство
Хлебопека́рное произво́дство — процесс изготовления хлебобулочных изделий, один из древнейших видов деятельности.

## История в России
К 1914 году в России преобладали мелкие кустарные пекарни, имелось только несколько крупных хлебопекарных предприятий: в Москве, Петербурге, Кронштадте.
В 1924 году в СССР имелось всего около 20 хлебозаводов, работавших в крупных городах, а к 1929 году было построено ещё 38 хлебозаводов. В 1928 году началась индустриализация, начался резкий рост городского населения, поэтому была принята программа строительства хлебозаводов и механизированных пекарен. Построенный к 1933 году хлебозавод МСПО (МОСПО) № 10 имени А. Е. Бадаева, названный позднее «Пролетарец», стал самым крупным в мире.
Общее число предприятий хлебопекарной отрасли в составе Минпищепрома СССР составило в 1990 году более 3 тыс.: более 2,5 тыс. крупных хлебозаводов и 500 механизированных пекарен. В системе Центросоюза (обслуживающей, в основном, сельскую местность) было более 10,7 тыс. хлебопекарных предприятий, в системе Министерства путей сообщения СССР и других ведомств было 4,12 тыс. хлебопекарных предприятий.
Во второй половине 1980-х и в начале 1990-х годов в России происходило устойчивое снижение производства хлеба. При этом увеличивалась выработка булочных, сдобных, диетических, сухарных, бараночных и других изделий меньшей массы. Это объясняют насыщением продовольственного рынка доступными продуктами питания, что вызвало снижение потребления хлеба, а также тем, что население перестало скармливать хлеб домашнему скоту, птице.
В начале XXI века в России было 18 000 хлебопекарных предприятий, в том числе свыше 10 000 пекарен малой и средней мощности. Малые пекарни, несмотря на небольшой объём производства (до 10 % от общего объёма), являются серьёзными конкурентами для больших предприятий.
В СССР и постсоветской России роль ведущей научно-исследовательской организации, ответственной за разработку технологий, применяемых в хлебопекарном производствах, занимал и занимает Государственный научно-исследовательский институт хлебопекарной промышленности. В начале 2014 года в интервью корреспонденту газеты «Восточный округ» директор института А. П. Косован отмечал, что более 80 % хлебобулочных изделий, производимых в России, приготовлено по технологиям, разработанным в стенах института.

## Оборудование
- Хлебопекарная печь — устройство тепловой обработки тестовых заготовок.
- Форма для выпечки — вместилище, ёмкость для тестовой заготовки, устанавливаемая в печь.
- Хлебопекарный лист, по́д пекарной камеры или люльки, про́тивень — площадка для размещения тестовых заготовок.

## Сырьё

### Термины и определения
- Отсдобка — процесс добавления в тесто дополнительных видов сырья, придающего особый вкус изделию.
- Сдобное тесто — тесто с содержанием сахара и (или) жира 14 % и более к массе муки.
- Сдоба — различное пищевое сырьё для изготовления теста. Придаёт богатые вкусовые качества и питательную ценность готовому изделию. Количество сдобы в тесте определяет его назначение для определённого вида выпечки. Виды сдобного теста: Сдобное дрожжевое тесто, Сдобное бездрожжевое тесто.

### Разрыхлители

#### Биологические разрыхлители
В этом процессе используются преимущественно пекарские дрожжи Saccharomyces cerevisiae. Они проводят спиртовое брожение с образованием множества вторичных метаболитов, обуславливающие вкусовые и ароматические качества хлеба. Спирт испаряется при выпечке. Кроме того, в тесте формируются пузыри углекислого газа, заставляющие его «подниматься» и после выпечки придающие хлебу губчатую структуру и мягкость. Аналогичный эффект вызывает внесение в тесто соды и кислоты (обычно лимонной), но в этом случае не образуются вкусовые соединения.
Мука обычно бедна сбраживаемыми сахарами, поэтому в тесто добавляют яйца или сахар. Для получения большего количества вкусовых соединений тесто прокалывают или перемешивают, высвобождая углекислый газ, а потом снова оставляют «подниматься». Появляется, однако, риск, что дрожжам не хватит сбраживаемого субстрата.

##### Хлебопекарные дрожжи
Используются с пшеничной мукой и смесью пшеничной и ржаной мук, для изготовления дрожжевого теста. В зависимости от собственных предпочтений, могут применяться следующие основные виды дрожжей, выпускаемые промышленным способом:
1. Прессованные дрожжи. Перед применением их следует растворить в тёплой жидкости. Одной чайной ложке сухих дрожжей соответствует 12 грамм прессованных;
2. Сухие активные дрожжи. В виде круглых гранул. Перед использованием их необходимо активировать, то есть растворить в тёплой жидкости, дать постоять некоторое время для размягчения и перемешать;
3. Сухие быстродействующие (инстантные, англ. instant — немедленный) дрожжи. В виде цилиндрических гранул. Не требуют предварительной активации, сразу добавляются в муку.

- Определённым образом можно получить культуры дрожжевых грибков в домашних условиях на основе изюма, свежего или сушёного хмеля, солода.

##### Хлебная закваска
Замена дрожжам промышленного производства, которая изготавливается самостоятельно в домашних условиях.

#### Химические разрыхлители
Используются для выпечки бездрожжевых хлебобулочных изделий. Избыток разрыхлителя в тесте может придать выпечке посторонний привкус.
Некоторые основные виды химических разрыхлителей:
- Карбонат натрия — сода, пищевая добавка E500i.
- Гидрокарбонат натрия — пищевая сода, пищевая добавка E500ii.
- Карбонат аммония — пищевая добавка E503i.
- Гидрокарбонат аммония — пищевая добавка E503ii.
- Пирофосфат натрия и другие фосфаты — пищевая добавка E450.

### Мука
При производстве хлебобулочных изделий используют муку, полученную из зерна пшеницы или ржи, их смеси, а также тритикале.
- Муку перед использованием рекомендуется просеивать, при этом она разрыхляется и обогащается воздухом, необходимым для хорошего брожения.
- В пшеничную муку можно добавлять в определённых пропорциях ржаную муку для получения более полезного хлеба (пшенично-ржаной хлеб).
- При отсутствии закваски для ржаного хлеба, можно добавить в муку определённое количество пшеничной муки для облегечения подъёма теста (ржано-пшеничный хлеб).
- В определённых количествах, в тесте можно использовать муку разных хлебных зерновых культур.
- По степени помола мука бывает тонкого и грубого помола.
- Обойная мука — изготавливается путём перемалывания целого зерна вместе с оболочкой. Другие встречающиеся названия: цельная, цельнозерновая, зерновая, цельносмолотая. В качестве похожего на обойную пшеничную муку состава, можно применить смесь из 9 частей пшеничной муки высшего сорта и 1 части пшеничных отрубе́й. Пример расчёта: необходимо 300 г обойной муки, 300 делим на 10 = 30 г отрубей следует добавить в (300 − 30) 270 г муки.
- Ценность муки, содержащей частицы оболочки зерна, заключается в большем содержании витаминов, микроэлементов, клетчатки, белков и других биологически активных веществ.
- Для выпечки сдобных хлебобулочных изделий используется пшеничная мука высшего сорта.

#### Пшеничная мука
Виды пшеничной муки:
- Мука пшеничная хлебопекарная высшего сорта. Рафинированная (очищенная) мука, состоящая только из внутренней части зерна. В ней содержится максимальное количество клейковины, способствующей наилучшему формированию пор, объёмной структуры теста.
- Мука пшеничная общего назначения.
- Мука пшеничная хлебопекарная I Сорта. Содержит небольшое количество оболочек зерна. Тесто из такой муки поднимается чуть хуже, чем из муки высшего сорта.
- Мука пшеничная хлебопекарная II Сорта. Содержит большее количество оболочек зерна. Тесто из такой муки поднимается чуть хуже, чем из муки I сорта.
- Мука пшеничная хлебопекарная обойная. Нерафинированная. Тесто из такой муки поднимается труднее всего.

#### Ржаная мука
Ржаная мука, по сравнению с пшеничной, содержит белковые вещества с большим количеством незаменимых аминокислот. Также содержит большее количество фруктозы. Виды ржаной муки:
- Мука ржаная хлебопекарная сеяная. Содержит небольшое количество оболочек зерна.
- Мука ржаная хлебопекарная обдирная. Содержит большее количество оболочек зерна.
- Мука ржаная хлебопекарная обойная. Нерафинированная.

### Другие продукты
- Вода — может заменяться или сочетаться с другими жидкостями. В зависимости от рецепта и способа изготовления теста, её температура может быть от холодной до горячей.
- Молоко и молочные продукты.
- Жиры — растительное масло, сливочное масло, маргарин или спред. Придают нежную консистенцию хлебному мякишу. Используются предварительно размягчённые жиры и масла. При изготовлении кексов и другой сладкой выпечки, твёрдые жиры могут выступать в роли разрыхляющихся продуктов, если взбить их с сахарным песком.
- Яйца, меланж, яичный порошок. Яичный белок является разрыхляющимся при взбитии продуктом, поэтому яйца и яйцепродукты придают пышность тесту.
- Изюм, орехи, сухофрукты, семечки, пряности и другие вкусовые добавки — любые дополнительные компоненты к тесту для придания ему особых вкусовых качеств, добавляемые по вкусу. Используются для отсдобки.
- Сахар — придаёт сладкий вкус, является питательным компонентом для дрожжей. Его количество в рецепте влияет на цвет хлебной корочки. Также можно использовать мёд, патоку и другие сахарасодержащие вещества.
- Поваренная соль — усиливает вкус хлеба и способствует формированию устойчивой пористой структуры теста. Замедляет процесс брожения, поэтому не следует превышать допустимые значения дозировки, также следует избегать контакта соли с дрожжами до замеса.